# Fulham FC (rezerva a akademie)
Rezerva Fulhamu FC je rezervní tým anglického klubu Fulham FC. Rezerva hraje ligovou sezónu v Premier League do 21 let, což je nejvyšší liga v Anglii pro tuto věkovou kategorii. Trenérem je Peter Grant.
Akademie Fulhamu FC je výběr hráčů Fulhamu do 18 a méně let. Akademie působí v Premier League do 18 let a v FA Youth Cupu. Trenérem je Steve Wigley.

## Sestava U21
Aktuální k datu: 19. březen 2016
| Číslo |           | Pozice | Hráč                 |
| ----- | --------- | ------ | -------------------- |
| —     | Anglie    | B      | Andrew Dawber        |
| —     | Slovensko | B      | Marek Rodak          |
| —     | Anglie    | O      | Stephen Arthurworrey |
| —     | Irsko     | O      | Shane Elworthy       |
| —     | Španělsko | O      | Pino                 |
| —     | Anglie    | O      | Ryheem Sheckleford   |
| —     | Anglie    | O      | Liam Donnelly        |
| —     | Anglie    | Z      | Adetayo Edun         |

| Číslo |          | Pozice | Hráč             |
| ----- | -------- | ------ | ---------------- |
| —     | Anglie   | Z      | Foday Nabay      |
| —     | Anglie   | Z      | Josh Smile       |
| —     | USA      | Ú      | Luca de la Torre |
| —     | Irsko    | Ú      | Dean O'Halloran  |
| —     | Estonsko | Ú      | Mattias Käit     |
| —     | Anglie   | Ú      | Aaron Redford    |
| —     | Anglie   | Ú      | Stevie Humphrys  |
| —     | Anglie   | Ú      | Josh Walker      |

## Sestava U18
Aktuální k datu: 19. březen 2016
| Číslo |        | Pozice | Hráč                    |
| ----- | ------ | ------ | ----------------------- |
| —     | Anglie | B      | Josh Lukwata            |
| —     | Anglie | B      | Taye Ashby-Hammond      |
| —     | Wales  | O      | Aron Davies             |
| —     | Anglie | O      | Elijah Adebayo          |
| —     | Anglie | O      | Jerome Opoku            |
| —     | USA    | O      | Marlon Fossey           |
| —     | Island | Z      | Jón Dagur Thorsteinsson |
| —     | Anglie | Z      | Dennis Adeniran         |
| —     | Kanada | Z      | Harrison Paton          |
| —     | Irsko  | Z      | Anthony Dolan           |
| —     | Polsko | Ú      | Mikolaj Kwietniewski    |